# Mohammed Raheel
Mohammed Raheel né le 20 décembre 1996, est un joueur indien de hockey sur gazon. Il évolue au poste d'attaquant au Comptroller and Auditor General of India et avec l'équipe nationale indienne.

## Carrière
Il a été appelé en équipe nationale première en 2022.

## Palmarès
- : 3e à la Ligue professionnelle 2021-2022